# Nya Wermlands-Tidningen
Nya Wermlands-Tidningen (NWT) är en av Sveriges största landsortstidningar. Tidningen bevakar nyheter i Värmland, Dalsland och Västerdalarna. Tidningen ingår i NWT-koncernen, ägd av familjen Ander, tillsammans med ytterligare 15 tidningar i Värmland och Skaraborg. Sedan 2017 ingår även den gamla konkurrenten Värmlands Folkblad i koncernen. NWT var bland de sista tidningar i Sverige som satsade på en nyhetstidning på webben. Så sent som 2007 lanserade man sin första nyhetswebb, tio år efter att Värmlands Folkblad lanserat sin. Tidningen hade 2009 i genomsnitt en upplaga om 52 000 exemplar per utgivningsdag enligt TS.

## Historia
Nya Wermlands-Tidningen hette från början Wermlands Tidning då den kom ut för första gången den 4 januari 1837. Det första provtrycket utgavs dock den 10 december 1836. Den upphörde att utges 1842 men ersattes 1843 av Den första Vermlands-tidningen som utgavs fram till 1850.
Den var inte landskapets första tidning, men blev ganska snart den största, en position de behållit alltsedan dess.
Den 12 maj 1996 flyttade man in i ett nytt tidningshus, NWT-huset i kvarteret Härolden, som ritats av arkitektbyrån Tähtinen och Pussinen.
Tidningen gick över från fullformat (broadsheet) till tabloidformat den 2 maj 2005. Tidningens politiska beteckning är sedan den 3 april 2007 konservativ, dessförinnan var den moderat. Förändringen motiverades med att tidningen önskade markera sitt partipolitiska oberoende.

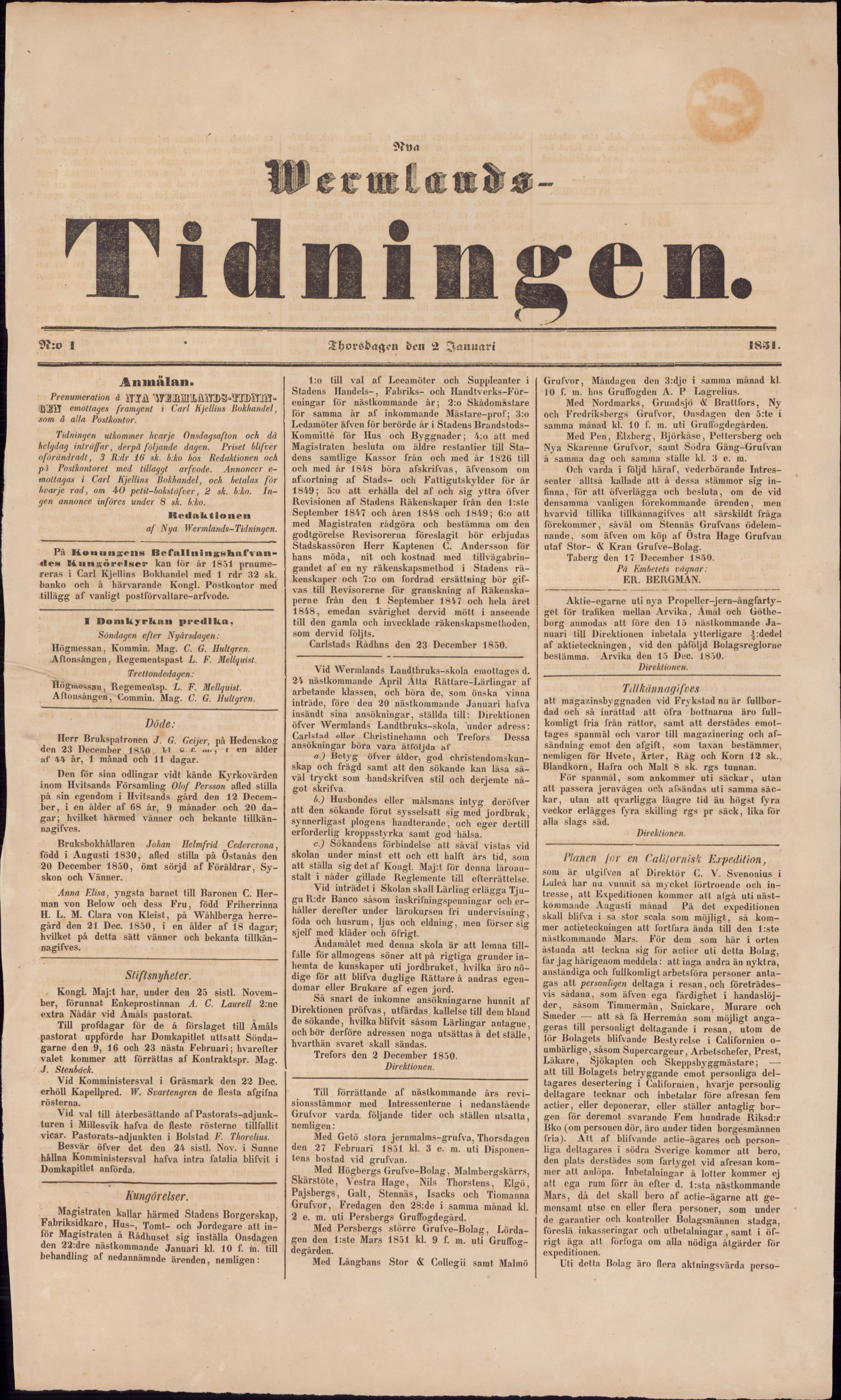
1851: Första numret under namnet Nya Wermlands-Tidningen.
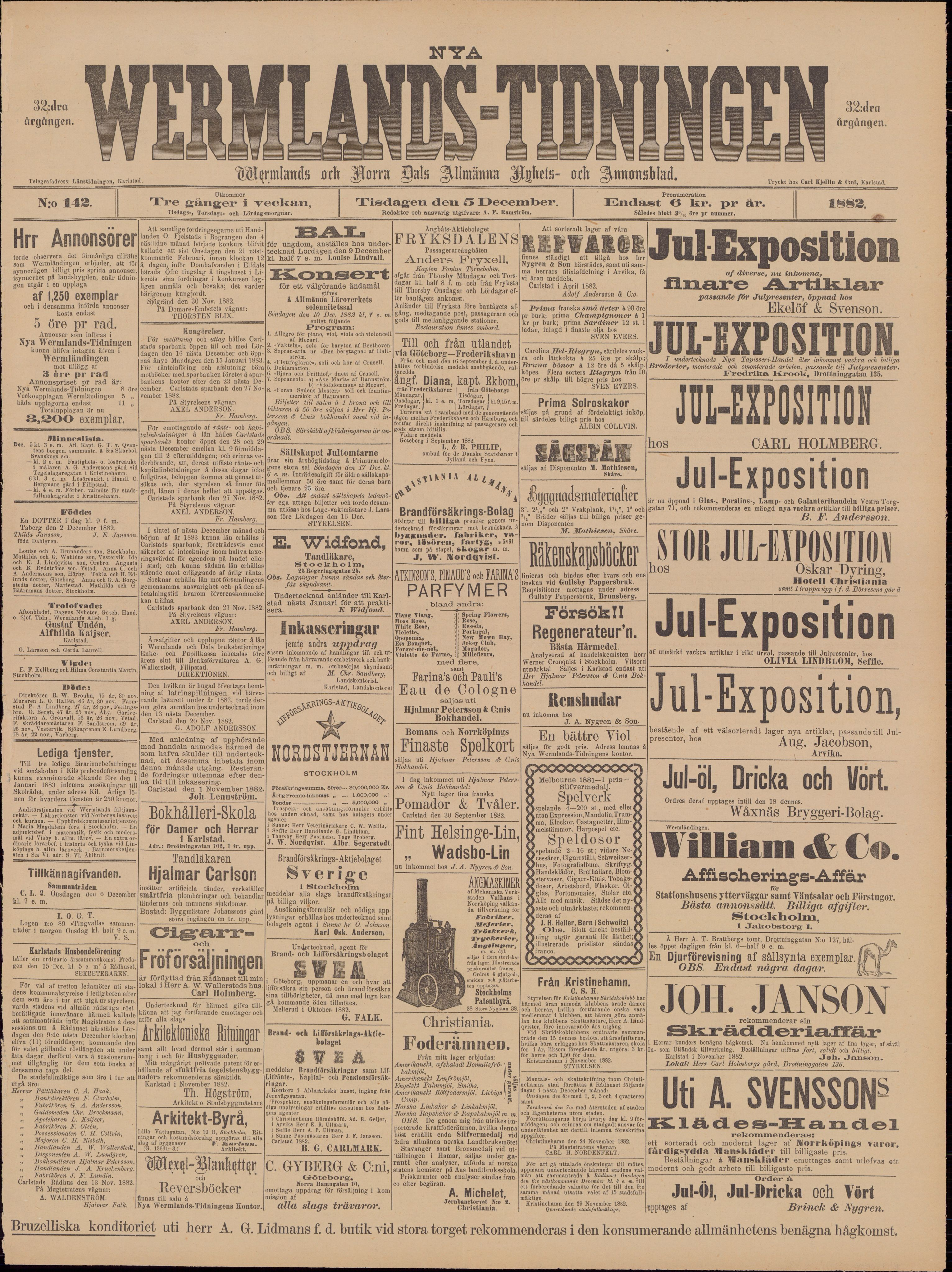
1882: Första numret med bekant sidhuvud.

## Redaktörer kronologiskt
- 1850-1873 − C. Kjellin
- 1873-1885 − August Fredrik Ramström
- 1889-1891 − A. Segerstedt
- 1896-1899 − Daniel Olsson
- 1900-1902 − Richard Nordin
- 1903-1906 − Julius Sellman
- 1906-1909 − John Wigforss
- 1909-1911 − Hakon Wigert-Lundström
- 1911-1915 − Ernst Malmrot
- 1915-1921 − Wilhelm Ericson
- 1921-1939 − Ernst Ander
- 1939-1978 − Gustaf Ander
- 1978- −  Staffan Ander[9][10]